# 331 p.n.e.
| [ Edytuj tabelę ] | |
| Władca Chin       | - 369 p.n.e. Xianwang 321 p.n.e.                                                                          |
| Władca Egiptu     | - 332 p.n.e. Aleksander Macedoński 323 p.n.e.                                                             |
| Król Epiru        | - 342 p.n.e. Aleksander I 330 p.n.e.                                                                      |
| Tyran Heraklei    | - 337 p.n.e. Dionizjusz Dobry 305 p.n.e.                                                                  |
| Król Ilirii       | - 335 p.n.e. Bardylis II 295 p.n.e.                                                                       |
| Król Macedonii    | - 336 p.n.e. Aleksander Wielki 323 p.n.e.                                                                 |
| Władca Persji     | - 336 p.n.e. Dariusz III 330 p.n.e.                                                                       |
| Król Sparty       | - 370 p.n.e. Kleomenes II 309 p.n.e. - 338 p.n.e. Agis III 331 p.n.e. - 331 p.n.e. Eudamidas I 305 p.n.e. |
| Król Sydonu       | - 332 p.n.e. Abdalonymos 312 p.n.e.                                                                       |
| Król Syngalezów   | - 367 p.n.e. Mutasiva 307 p.n.e.                                                                          |

Rok 331 p.n.e.
stulecia: V wiek p.n.e. ~
IV wiek p.n.e. ~
III wiek p.n.e.

lata: 341 p.n.e. «
335 p.n.e. «
334 p.n.e. «
333 p.n.e. «
332 p.n.e. «
331 p.n.e. »
330 p.n.e. »
329 p.n.e. »
328 p.n.e. »
327 p.n.e. »
321 p.n.e.

## Wydarzenia
- Aleksander Macedoński założył Aleksandrię w Egipcie.
- 20 września – wojska Aleksandra Macedońskiego, podczas wyprawy wojennej do Babilonii, przekroczyły przy całkowitym zaćmieniu Księżyca rzekę Tygrys.
- 1 października – Aleksander Macedoński rozgromił wojska władcy Persji Dariusza III w bitwie pod Gaugamelą.
- Aleksander Macedoński opanował Babilonię.

## Urodzili się
- Kleantes, filozof grecki, przedstawiciel stoicyzmu (data sporna lub przybliżona)  (zm. ok. 232 p.n.e.)

## Zmarli
- Agis III, król Sparty